# Fraxinetum
Fraxinetum fue un enclave musulmán del siglo X, situado en el condado de Fréjus, cerca de la moderna Saint-Tropez. Su principal giro económico era la captura de esclavos europeos, a ser vendidos en los mercados musulmanes del extranjero.

## Antecedentes
Ya en la segunda mitad del siglo IX, piratas musulmanes remontaron el Ródano. En el 849 saquearon los alrededores de Arlés, y volvieron a intentarlo con menos suerte al año siguiente. Apresaron al obispo de la localidad en el 869, que murió cautivo.

## Fundación del asentamiento y primeros saqueos

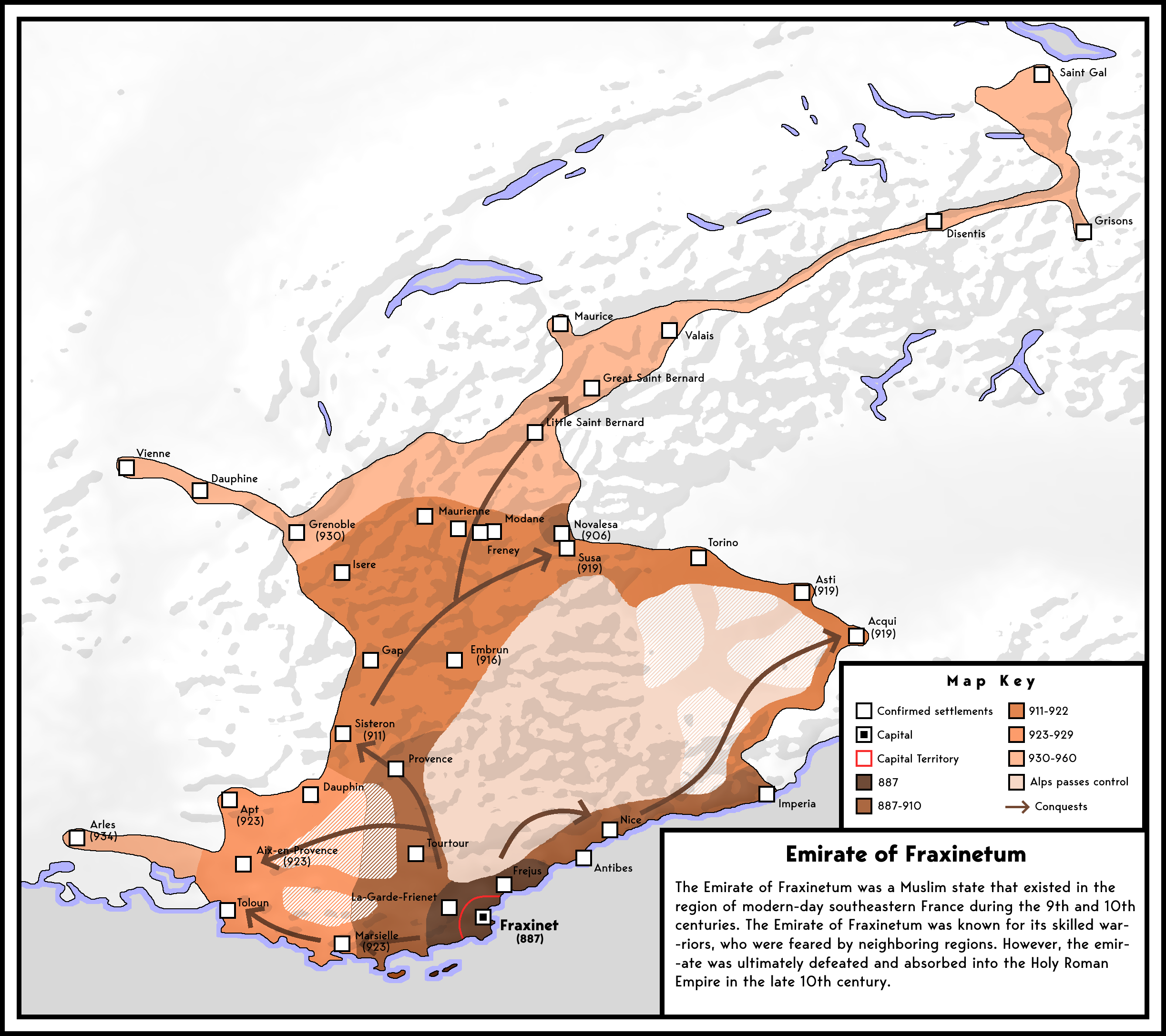
Territorios y áreas ocupadas y saqueadas por los musulmanes de Fraxinetum

Entre el 891 y el 894 unos piratas andalusíes se asentaron en el golfo de Saint-Tropez, en Provenza. Tomaron posesión del lugar, bautizándolo como Fraxinet, por la aldea local de Fraxinetum, zona montañosa correspondiente al moderno Garde-Freinet, donde se hicieron fuertes.
Invadieron el condado de Fréjus y saquearon su capital, reforzados por nuevos contingentes andalusíes. Talaron también las tierras de Marsella, el Valentinois y el Viennois.

## Expansión
Ampliaron su radio de acción a comienzos del siglo X, alcanzando los Alpes e incendiando el monasterio de Novalaise. Dominaban los pasos alpinos entre Borgoña e Italia (este último bajo control del Sacro Imperio Romano). Las rapiñas se centraron en las comarcas de Embrun y Grésivaudan. Se internaron además en el Piamonte, destruyeron el monasterio de Oulx y alcanzaron Asti y Acqui. Atacaron la abadía de San Galo, cuyas riquezas codiciaban, en el 939. Establecieron un puesto avanzado en el monasterio de San Mauricio, en el Valais (sur de la actual Suiza), donde se fortificaron. Actuando de forma independiente a los califas cordobeses y los emires magrebíes, cruzaron los indefensos Alpes marítimos y saquearon las tierras de Borgoña, Italia y Suabia, interrumpiendo el comercio y atacando caravanas de peregrinos, especialmente anglosajones, y atacaron en Génova, animando a otros musulmanes a probar suerte atacando la zona.
Dueños de la Provenza, los Alpes marítimos y Liguria, varias veces incursionaron cerca de Pavía, capital del Reino de Italia, y atacando Grenoble (930) y el monasterio de San Gallo (939). Basaban su riqueza mediante el motín, el comercio de esclavos y el rescate que los prisioneros nobles debían pagar para ser liberados.
Los sarracenos condicionaron las relaciones entre Córdoba y los reinos europeos; para los primeros era un punto vital para el cabotaje y avituallamiento de sus flotas en el Mediterráneo, mientras que los segundos los odiaban por sus incursiones. Tanto que el conde Suniario de Barcelona y el marqués Hugo de Provenza pidieron a Abderramán III protección para poder comerciar. El califa cordobés ordenó al alcaide de Fraxinetum, que dependía de él, permitir el paso libre a barcos italianos y provenzales.

## Derrota
Una primera expedición contra ellos en la que participó una escuadra bizantina fracasó en el 931. Hugo de Arlés, rey de Italia, se alió con el emperador bizantino Romano Lecapeno y los atacó con mejor suerte en el 942, pero no pudo expulsarlos de la Provenza. Finalmente lo logró Otón I en el 972. Un monje del convento de Gorze, Juan, había sido enviado en calidad de embajador del emperador ante el califa de Córdoba Abderramán III a mediados de la década del 950, con el propósito de detener los ataques realizados desde Fraxinetum, pues el emperador lo hacía responsable de las incursiones.
Los sarracenos fueron vencidos en la batalla de Tourtour en el 973 por Guillermo I de Provenza al mando de una alianza de dirigentes locales borgoñones.  
Ibn Hawqal, en su obra Ṣūrat al-’Arḍ, incluyó una descripción detallada de al-Ándalus, de Italia y particularmente de Sicilia. Ibn Hawqal mencionó que la zona de Fraxinet (La Garde-Freinet) era cultivada profusamente por los habitantes musulmanes, y se les acredita con un número de innovaciones agrícolas y de pesca para la región.